# الأكاديمية الملكية الكتالونية للفنون الجميلة في سانت جوردي

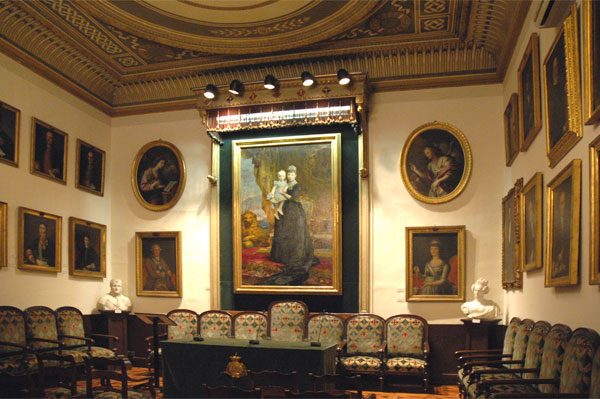
قاعة الأكاديمية

الأكاديمية الملكية الكتالونية للفنون الجميلة في سانت جوردي (النطق الكتالاني : [rəˈjal əkəˈðɛmi.ə kətəˈlanə ðə ˈβeʎəz ˈaɾts ðə ˈsaɲ ˈʒɔɾði]) هي مدرسة فنون كاتالونية تقع في برشلونة. يرأسها المهندس المعماري خوردي بونيت إي أرمينغول.
أسّس مجلس التجارة الكاتالوني الأكاديمية كمدرسة مجانية للرسم والنحت والعمارة تحت الاسم السابق (مدرسة التصميم المجانيةEscola Gratuïta de Disseny) عام 1775. في عام 1849 أصبحت المدرسة عضوًا في الأكاديميات الإقليمية للفنون في إسبانيا، وفي عام 1900 أصبحت مستقلة.
اليوم، تنقسم المدرسة القديمة إلى كلية الفنون الجميلة بجامعة برشلونة ومدرسة الفنون المهنية المسماة «مدرسة لوتخا للتصميم والفنون». عام 1930، فقدت الأكاديمية طابعها الإقليمي ومنذ ذلك الحين أصبحت تعتبر نفسها الأكاديمية الكاتالونية للفنون.
تشمل الدورات التي تقدمها الأكاديمية الموسيقى بالإضافة للفنون الجميلة الأخرى.

## روابط خارجية
- الموقع الرسمي
 باللغة الكتالونية